# Caldeira (futebolista)
Leonardo Augusto Caldeira, mais conhecido como Caldeira (Uberaba, 15 de novembro de 1946 — São Paulo, 24 de setembro de 2019), foi um futebolista brasileiro que atuava como atacante.

## Carreira
Caldeira iniciou sua carreira nas categorias de base do Santos, mas foi na Portuguesa que alcançou maior destaque. No ano de 19 de dezembro de 1968, o Atlético Mineiro representou a Seleção Brasileira em um amistoso contra a Iugoslávia no Mineirão e venceu por 3–2. Naquela partida, vestiu a camisa amarelinha pela primeira e única vez.
No Avaí chegou em 1980, já no fim da carreira, mas ainda com uma canhota potente que marcou sua carreira. Fez sua estreia no clube catarinense perdendo para o Carlos Renaux, no antigo Estádio Adolfo Konder quando entrou no decorrer da partida. Já em seu segundo jogo pelo time, marcou seu primeiro gol, na vitória por 2–0 contra o Mafra, no Estádio Alfredo Herbst.
Foi mecânico de automóveis. Residia no Jardim Cidália, em São Paulo.

## Família
Teve quatro filhos sendo que dois deles são voleibolistas profissionais, como Kátia Lopes, medalha de bronze com a Seleção Brasileira de Voleibol Feminino nos Jogos Olímpicos de Sydney 2000.

## Morte
Caldeira morreu em 24 de setembro de 2019 em São Paulo.

## Títulos
Flamengo
- Troféu Pedro Pedrossian: 1971
- Torneio do Povo: 1972
- Campeonato Carioca: 1972